# Plukenetia brachybotrya
Plukenetia brachybotrya là một loài thực vật có hoa trong họ Đại kích. Loài này được Müll.Arg. miêu tả khoa học đầu tiên năm 1865.